# (7116) Mentall
(7116) Mentall (1986 XX) – planetoida z pasa głównego asteroid okrążająca Słońce w ciągu 3,52 lat w średniej odległości 2,31 j.a. Odkryta 2 grudnia 1986 roku.